# Volker Weidermann
Volker Weidermann est un écrivain et critique littéraire allemand, né le 6 novembre 1969 à Darmstadt. 
Il travaille depuis le 1er mai 2015 pour le journal Der Spiegel.

## Biographie
Volker Weidermann a étudié les sciences politiques et la langue et la littérature allemande à Heidelberg et Berlin.
Pendant de nombreuses années, il a été critique littéraire pour le journal berlinois Die Tageszeitung où il était rédacteur en chef entre 1998 et 2001. Il est ensuite devenu co-rédacteur en chef du supplément littéraire dominical du Frankfurter Allgemeine Zeitung.